# Lincoln E. Moses
Lincoln E. Moses (Kansas City, 21 dicembre 1921 – Portola Valley, 17 dicembre 2006) è stato uno statistico statunitense.

## Biografia
Fellow delle seguenti società:
- Institute of Mathematical Statistics;
- American Statistical Association;
- Istituto internazionale di statistica;
- American Association for the Advancement of Science;
- American Academy of Arts and Sciences.

Nel 1980 è stato onorato dal dipartimento statunitense per l'energia con la Distinguished Service Medal.

## Pubblicazioni
- Non-parametric statistics for psychological research in Psychological Bulletin, 1952
- Rank tests of dispersion in Annals of Mathematical Statistics, 1963